# Фонд за хуманитарно право
Фонд за хуманитарно право (ФХП) је невладина организација за људска права и међународно хуманитарно право. Основан је 1992. у Београду и бележи дешавања током ратова у бившој Југославији током 1990-их. Оснивачица је Наташа Кандић. Оптужен је за ширење србофобије и потпуно сваљивање кривице на српски народ за ратове у бившој Југославији.
Активности Фонда финансијски су подржали: Национални фонд за демократију (NED), Фондација за отворено друштво (OSF), затим Савет Европе, Шведска међународна агенција за развој и сарадњу (SIDA), Шведски хелсиншки одбор за људска права (SHC), итд. Фонд за хуманитарно право третира Косово и Метохију као независну државу.
Преко 70 правника, адвоката, истраживача, аналитичара и других професионалаца је стално запослено у фонду или су сарадници фонда.

## Регионална сарадња и иницијатива РЕКОМ
Центар за хуманитарно право заговара регионални приступ транзицијској правди на Западном Балкану. Документирање и процесуирање ратних злочина у земљама захваћеним сукобима бивше Југославије укључује добијање информација из других земаља, јер злочинци, жртве и свједоци често живе на супротним странама граница.
На Првом регионалном форуму о транзицијској правди у Сарајеву у мају 2006. године, Фонд за хуманитарно право и друге невладине организације за људска права покренуле су заједничку иницијативу за стварање регионалне комисије РЕКОМ за идентификацију и откривање ратних злочина почињених у бившој Југославији.
Од маја 2006. до октобра 2008. на Западном Балкану одржане су регионалне консултације на којима су учествовали млади, уметници, медији, невладине организације за људска права, жртве, удружења жртава и удружења ратних ветерана, а одржана су још два регионална форума у Загребу и Београду. На четвртом регионалном форуму, одржаном у октобру 2008. године у Приштини на Косову, више од 100 организација и појединаца, укључујући удружења жртава и жртава из Босне и Херцеговине, Хрватске, Црне Горе и Србије, као и удружења грађана, невладине организације, удружења за људска права, удружења медији и друге групе цивилног друштва из целог региона окупили су се како би формирали регионалну коалицију - РЕКОМ (данас Мрежа за помирење РЕКОМ).
Центар спроводи консултације са цивилним друштвом о моћима и задацима Мреже за помирење РЕКОМ и ради на развоју типичне РЕКОМ структуре. Центар за хуманитарно право води кампању за прикупљање милион потписа у знак подршке РЕКОМ-у и позива националне владе у региону да подрже овај посао.
Између августа и септембра 2010. године, представници РЕКОМ-а састали су се са хрватским председником Ивом Јосиповићем и председником Србије Борисом Тадићем, који су изразили подршку и ентузијазам овој иницијативи.